# Seán Purcell
 (juillet 2011).
Si vous disposez d'ouvrages ou d'articles de référence ou si vous connaissez des sites web de qualité traitant du thème abordé ici, merci de compléter l'article en donnant les références utiles à sa vérifiabilité et en les liant à la section « Notes et références ».
Seán Purcell, né en 1928 et décédé le 27 août 2005, est un joueur irlandais de football gaélique. Son surnom est "The Master". Il jouait pour le club de Tuam GAA et l’équipe du Comté de Galway.
Né à Tuam dans le Comté de Galway, Purcell est régulièrement considéré comme le meilleur avant centre ayant foulé les pelouses irlandaises[réf. nécessaire]. Il commence le football avec le club de son collège  St Jarlath's à Tuam avec lequel il gagna le titre national scolaire. Il joue ensuite avec le club de sa ville, le Tuam Stars GAA avec lequel il gagne 10 titres de champion du Comté de Galway.
En 1956, Purcell gagne le All-Ireland avec comme partenaire d’attaque Frank Stockwell. Le duo est surnommé « the terrible twins » (les jumeaux terribles).[réf. nécessaire]
Purcell gagne aussi trois Railway Cup (le championnat des provinces), en 1951, 1957 et en 1958 en tant que capitaine de l’équipe du Connacht.
Le talent de Purcell fut célébré en 1984 lorsqu’il fut nommé dans l’équipe du siècle par la GAA puis en 1999 lorsqu’il est choisi pour être l’avant-centre de l’équipe du millénaire.[réf. nécessaire]
Seán Purcell est décédé à l’âge de 76 ans le 27 août 2005. Depuis un timbre a été gravé à son effigie.